# 上圖拉
58°21′34″N 59°49′03″E / 58.3594°N 59.8175°E
上圖拉（俄语：Ве́рхняя ́Тура）是俄羅斯斯維爾德洛夫斯克州西部的一個城市，位於圖拉河畔，距離州首府葉卡捷琳堡187公里。2002年人口11,097人。
1737年建城，1941年設市。